# اتیل گزانتات سدیم
اتیل گزانتات سدیم (به انگلیسی: Sodium ethyl xanthate) یک ترکیب شیمیایی است.
شکل ظاهری این ترکیب، پودر زرد کمرنگ است.